# Плавје
Плавје (словен. Plavje, итал. Plavia) је насељено место у општини Копар, Обално-крашка регија, Словенија.

## Историја
До територијалне реорганизације у Словенији било је у саставу старе општине Копар.

## Становништво
У попису становништва из 2011. године, Плавје је имало 500 становника.
| Број становника према пописима | Број становника према пописима | Број становника према пописима |
| ------------------------------ | ------------------------------ | ------------------------------ |
| 1991                           | 2002                           | 2011                           |
| 434                            | 435                            | 500                            |